# Economia de Brunei
A principal riqueza do Brunei é o petróleo, que contribui para mais de metade do Produto Nacional Bruto e com 90% das exportações. Brunei faz parte do tratado internacional chamado APEC (Asia-Pacific Economic Cooperation), um bloco econômico que tem por objetivo transformar o Pacífico numa área de livre comércio e que engloba economias asiáticas, americanas e da Oceania.
O país é o 28º no ranking de competitividade do Fórum Econômico Mundial.